# Bandleader

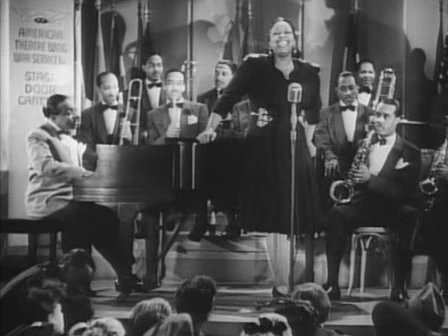
Il bandleader Count Basie al pianoforte e la sua orchestra nel 1943

Bandleader è un termine di lingua inglese che, in ambito musicale, definisce il capo di un gruppo di musicisti riuniti in un complesso di piccole o medie dimensioni.

## Caratteristiche
Mentre il termine direttore d'orchestra è riferibile alla guida, appunto, di un'orchestra o ensemble costituita da molteplici sezioni e composta da svariati elementi, quello di bandleader è attribuito generalmente, anche se non esclusivamente, a gruppi musicali che eseguono musica pop o rock in formazioni ridotte o big band di genere jazz, blues, rhythm and blues o rock and roll. In questo caso la figura del bandleader e quella dell'omologo frontman sono coincidenti.
Nella maggior parte dei casi, i bandleader sono musicisti strumentisti che fanno parte attiva della formazione di cui sono a capo e che spesso prendono il nome dal loro esponente principale. Questo accadeva spesso specialmente negli anni cinquanta con le big band di jazz e gli emergenti gruppi rock.
In taluni casi gruppi musicali hanno continuato ad esibirsi sotto le insegne del loro capo orchestra anche dopo la morte di questi.
Sempre all'interno della nomenclatura musicale di ispirazione anglosassone, il bandleader non va confuso con il bandmaster che indica il direttore di un corpo bandistico.